# Slowly We Rot
Slowly We Rot è il primo album in studio del gruppo musicale statunitense Obituary, pubblicato nel 1989 e rimasterizzato nel 1997.

## Tracce
Testi di John Tardy, musiche di Obituary.
1. Internal Bleeding – 3:01
2. Godly Beings – 1:55
3. 'Til Death – 3:56
4. Slowly We Rot – 3:36
5. Immortal Visions – 2:25
6. Gates to Hell – 2:49
7. Words of Evil – 1:55
8. Suffocation – 2:35
9. Intoxicated – 4:40
10. Deadly Intentions – 2:09
11. Bloodsoaked – 3:11
12. Stinkupuss – 2:59

## Formazione
- John Tardy - voce
- Trevor Peres - chitarra
- Allen West - chitarra
- Frank Watkins - basso
- Donald Tardy - batteria